# Contea di Richland (Ohio)
La contea di Richland (in inglese Richland County ) è una contea dello Stato dell'Ohio, negli Stati Uniti. La popolazione al censimento del 2000 era di 128 852 abitanti. Il capoluogo di contea è Mansfield.